# Gunnar Kieri
Gunnar Valdemar Kieri, född 31 december 1928 i Kuivakangas i Övertorneå kommun, är en svensk författare bosatt i Jämtön utanför Råneå i Luleå kommun.
Kieri har bland annat arbetat som skogsarbetare, metallarbetare och fotograf. Han debuterade relativt sent med 1:a arbetskompaniet, Storsien, 1972 som han skrev tillsammans med Ivar Sundström och som är en dokumentär om internering av kommunister i Sverige under andra världskriget. Romanerna Av dig blir det ingenting, Jag ska ändå inte stanna, Varför skulle jag ljuga och Är han inte svensk? är en självbiografisk serie. Han har även skrivit böcker om Tornedalens historia.
Sällskapet Gunnar Kieris vänner bildades 2011. Ordförande är Lennart Rohdin.
Gunnar Kieri är farbror till författaren Katarina Kieri.

## Priser och utmärkelser
- 1976 – Rörlingstipendiet
- 1982 – Landsbygdens författarstipendium
- 1985 – Östersunds-Postens litteraturpris
- 1991 – Hedenvind-plaketten
- 1997 – Norrbottens läns landstings heders- och förtjänststipendium